# Cleome niamniamensis
Cleome niamniamensis är en paradisblomsterväxtart som beskrevs av Schweinf, Amp; Gilg och Ernest Friedrich Gilg. Cleome niamniamensis ingår i släktet paradisblomstersläktet, och familjen paradisblomsterväxter. Inga underarter finns listade i Catalogue of Life.